# شهرستان قوش‌کوپیر
ناحیهٔ قوش‌کوپیر (به ازبکی: Qoʻshkoʻpir tumani، قۉش‌كۉپیر تومنی) یک ناحیه در ازبکستان است که در ولایت خوارزم واقع شده‌است.